# Villalonga (Valencia)

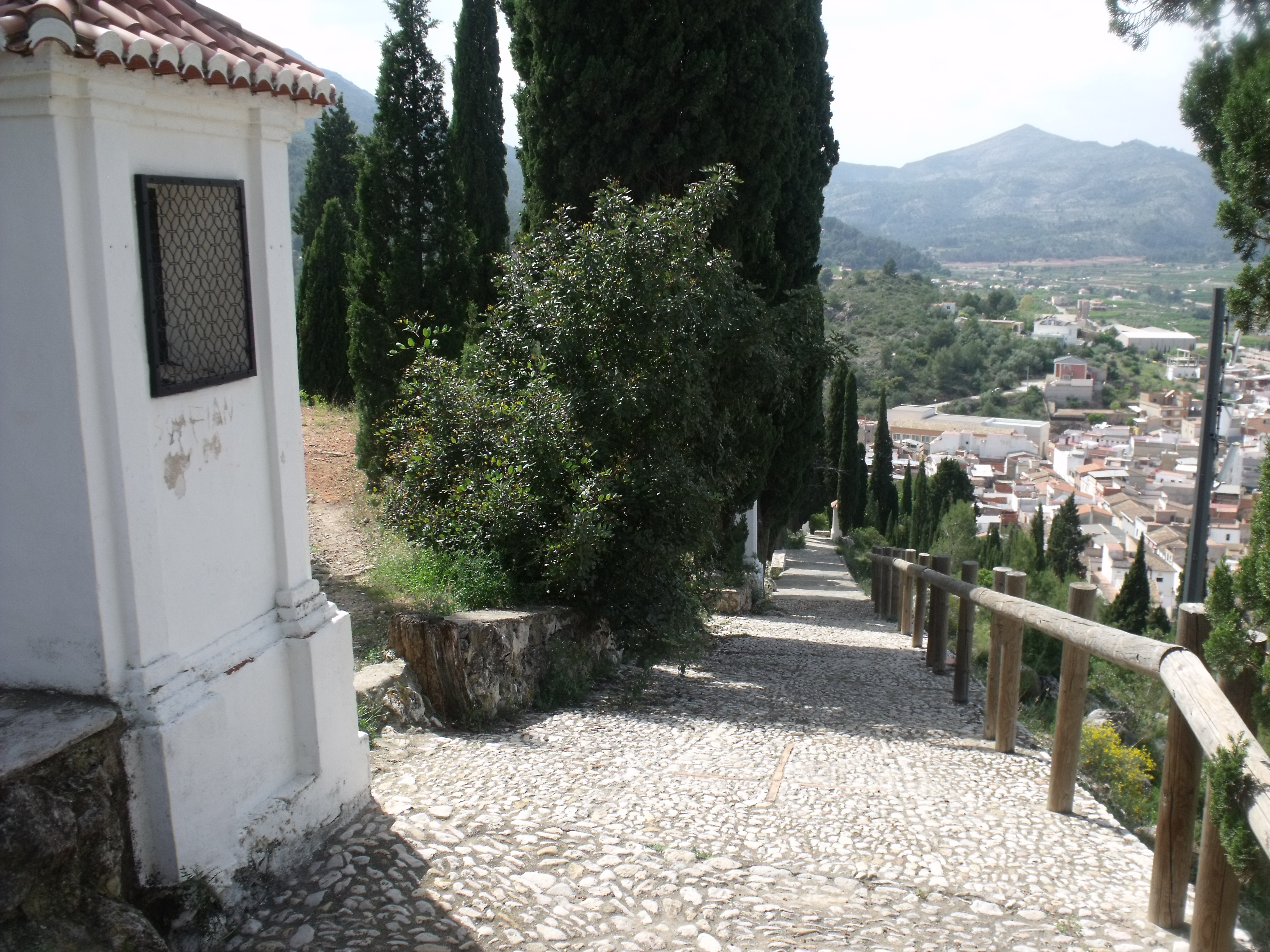
Blick von der Ermita de Villalonga auf die Stadt

Villalonga (spanisch) oder Vilallonga (valencianisch) ist eine Kleinstadt und eine Gemeinde (municipio) mit knapp 5000 Einwohnern in der Valencianischen Gemeinschaft, Spanien. Sie liegt in der Comarca Safor der Provinz Valencia.

## Lage und Klima
Villalonga liegt zu Füßen der Sierra de Safor etwa 12 km westlich der Mittelmeerküste am Río Serpis in einer Höhe von ca. 90 m. Bis zur nördlich gelegenen Provinzhauptstadt Valencia sind es ca. 80 km (Fahrtstrecke); die Küstenstadt Gandia ist nur knapp 12 km entfernt. Das Klima ist zumeist mild bis warm; Regen (ca. 500 bis 600 mm/Jahr) fällt überwiegend im Winterhalbjahr.

## Bevölkerungsentwicklung
| Jahr      | 1857  | 1900  | 1950  | 2000  | 2022  |
| Einwohner | 2.071 | 2.814 | 2.918 | 3.639 | 4.555 |

Die Einwohnerzahl der Stadt ist seit den 1950er Jahren aufgrund von Zuwanderung aus den umliegenden Bergregionen („Landflucht“) und wegen der günstigen Verbindungen zur Stadt Valencia deutlich gewachsen.

## Wirtschaft
Während in früheren Zeiten der (weitgehenden) Selbstversorgung Ackerbau, Viehzucht und Weinbau bedeutsam waren, steht heute der Anbau von Obst und Oliven im Zentrum des wirtschaftlichen Handelns.

## Geschichte
Auf dem Gebiet der Gemeinde wurden sowohl prähistorische als auch römische Kleinfunde gemacht. Nach jahrhundertelanger Besetzung durch die Mauren wurde das Gebiet im Jahr 1240 durch König Jakob I. von Aragón zurückerobert (reconquista); dieser übergab die Region an seinen kastilischen Mitstreiter Diego López III. de Haro. Später wechselten sich verschiedene Grundherrn (señores) ab.

## Sehenswürdigkeiten
- Burgruine von Villalonga (Castell dels Moros)[5]
- Heilige-Drei-Könige-Kirche (Iglesia de los Santos Reyes)
- Antoniuskapelle (Capilla de San Antonio)
- Marienkapelle (Capilla de Nuestra Señora de la Fuente)
- Rathaus (Ayuntamiento)

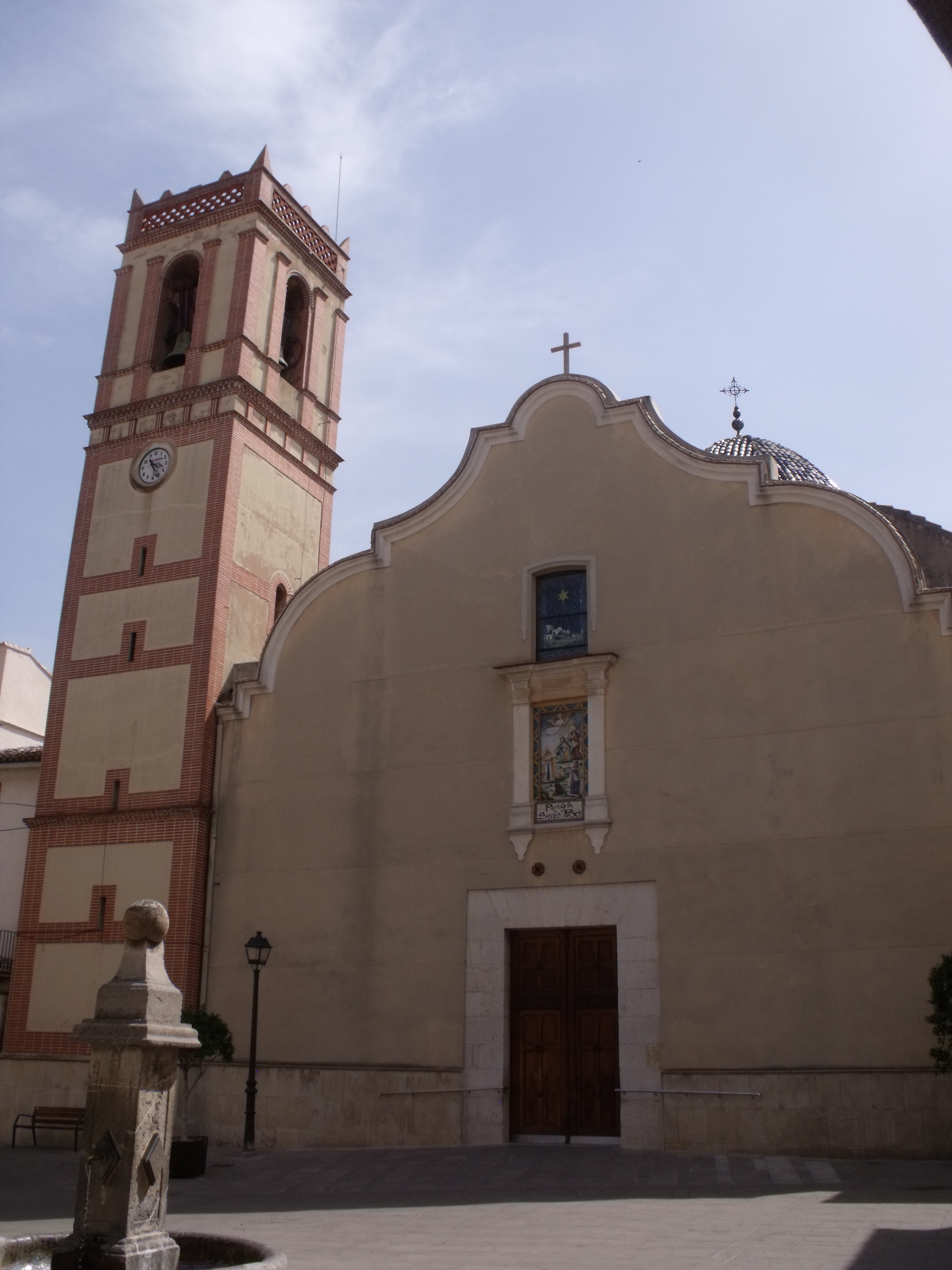
Heilige-Drei-Könige-Kirche
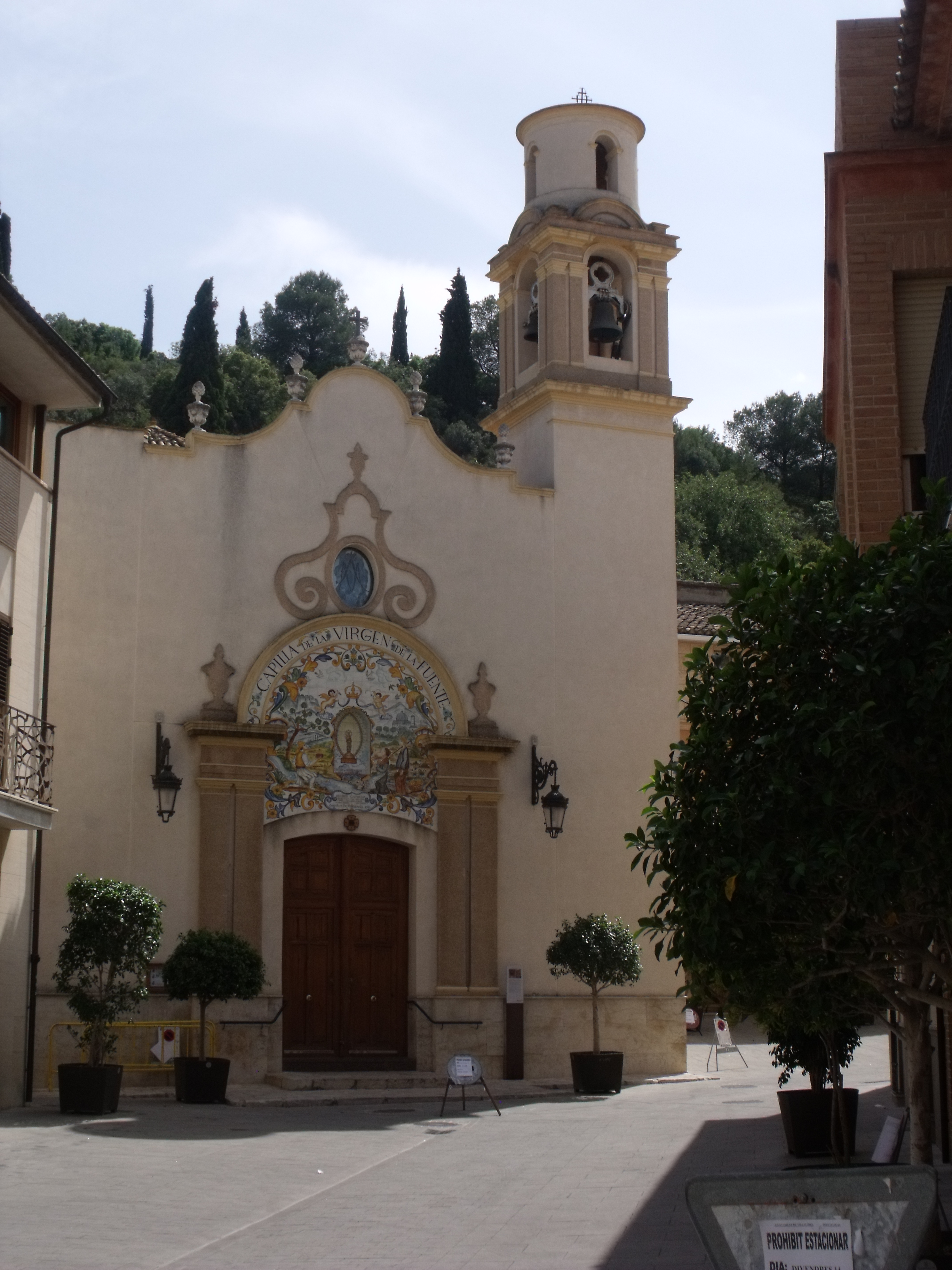
Marienkapelle
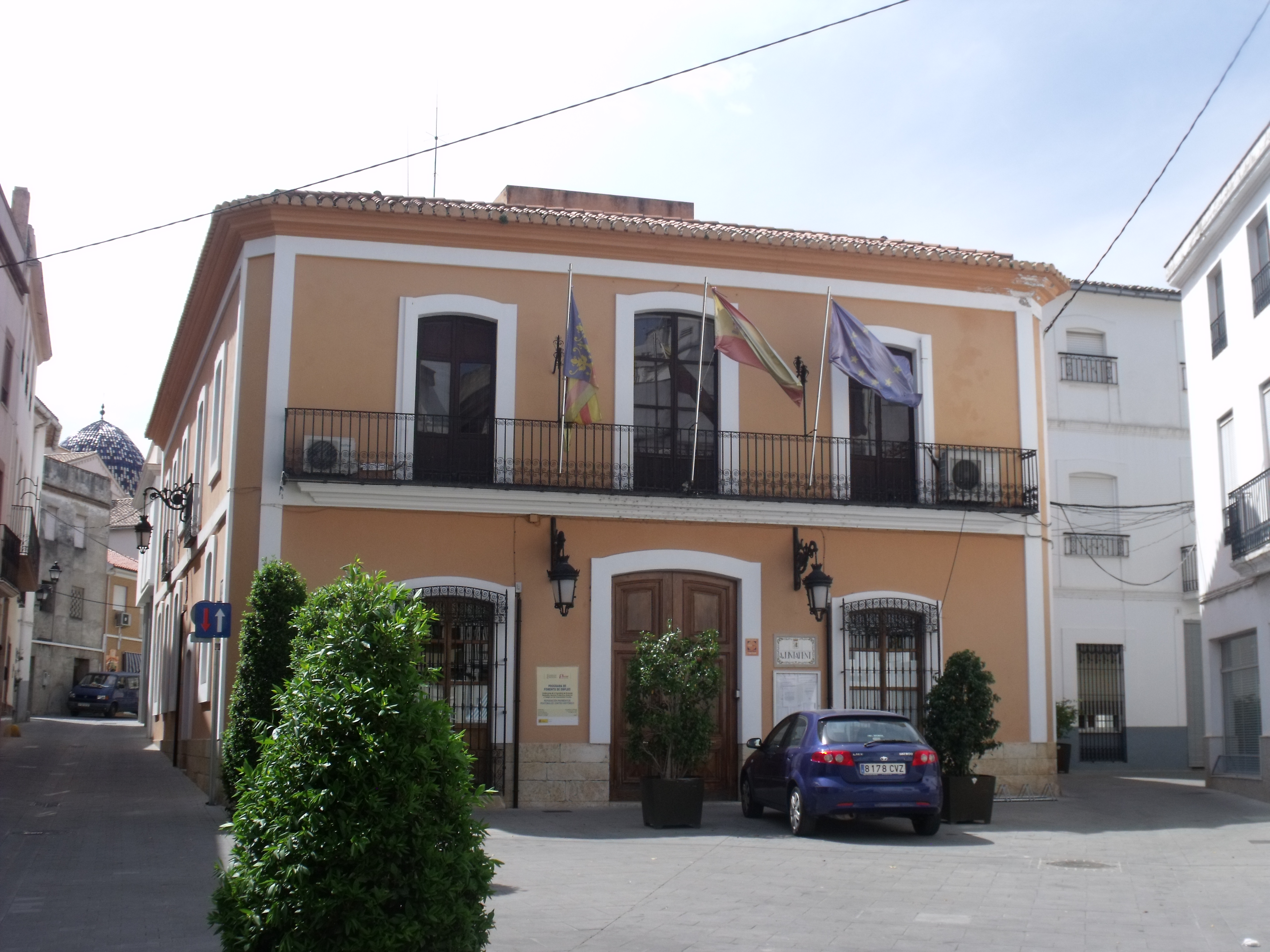
Rathaus